# Patricia Tarabini
Patricia Tarabini (La Plata, 6 de agosto de 1968) es una extenista argentina que jugó como profesional en la WTA entre 1985 y 2004.
En 1985, antes de convertirse en jugadora profesional, ganó el Banana Bowl. Posteriormente, ganó quince títulos de la WTA en categoría de dobles. Su mejor ranking en individuales fue 29.º del mundo el 9 de mayo de 1988 y su mejor ranking en dobles fue el 17 de agosto de 1998, ubicándose en la 12.ª posición.
Patricia representó a Argentina en los Juegos Olímpicos de Barcelona 1992, Atlanta 1996 y Atenas 2004, en donde obtuvo la medalla de bronce en dobles femenino junto a Paola Suárez. Además, junto a Javier Frana, obtuvo el título de Roland Garros en 1996.
Es hija del exjugador de la Selección argentina de fútbol, Aníbal Tarabini.
Actualmente entrena a la tenista rusa Anna Kalinskaya.

## Torneos de Grand Slam

### Dobles Mixto (1)

#### Títulos
| Año                | Torneo        | Pareja       | Oponentes en la final     | Resultado |
| ------------------ | ------------- | ------------ | ------------------------- | --------- |
| 9 de junio de 1996 | Roland Garros | Javier Frana | Nicole Arendt Luke Jensen | 6-2 6-2   |

## Torneos WTA (15;0+15)

### Dobles

#### Títulos
| N.º | Fecha | Torneo                    | Superficie    | Pareja             | Oponentes en la final                       | Resultado     |
| --- | ----- | ------------------------- | ------------- | ------------------ | ------------------------------------------- | ------------- |
| 1.  | 1993  | ECM Praga                 | Tierra batida | Inés Gorrochategui | Laura Golarsa Caroline Vis                  | 6-2, 6-1      |
| 2.  | 1999  | Amelia Island             | Tierra batida | Conchita Martínez  | Lisa Raymond Rennae Stubbs                  | 7-5, 0-6, 6-4 |
| 3.  | 1999  | Toyota princess cup Tokio | Cemento       | Conchita Martínez  | Amanda Coetzer Jelena Dokic                 | 6-7, 6-4, 6-2 |
| 4.  | 2001  | Amelia Island             | Tierra batida | Conchita Martínez  | Martina Navratilova Arantxa Sánchez Vicario | 6-4, 6-2      |
| 5.  | 2001  | Viena                     | Tierra batida | Paola Suárez       | Vanessa Henke Lenka Nemeckova               | 6-4, 6-2      |

## Juegos Olímpicos
- Medalla de Bronce

| N.º | Fecha                | Torneo                       | Superficie | Pareja       | Oponentes en la final      | Resultado |
| --- | -------------------- | ---------------------------- | ---------- | ------------ | -------------------------- | --------- |
| 1.  | 21 de agosto de 2004 | Juegos olímpicos Atenas 2004 | Cemento    | Paola Suárez | Shinobu Asagoe Ai Sugiyama | 6-3, 6-3  |